# Rollback (base de données)
Pour les articles homonymes, voir Rollback.
 (mars 2023).
Si vous disposez d'ouvrages ou d'articles de référence ou si vous connaissez des sites web de qualité traitant du thème abordé ici, merci de compléter l'article en donnant les références utiles à sa vérifiabilité et en les liant à la section « Notes et références ».
Dans le contexte des bases de données transactionnelles, rollback est un terme anglais qui désigne une méthode permettant dans un contexte défini, d'annuler l'ensemble des requêtes que l'on vient pourtant de réaliser (le fait inverse du commit). On parle alors de transaction : un ensemble de requêtes réalisées en une seule opération atomique. Les traitements réalisés durant cette transaction ne seront pas pris en considération.